# Hemidactylus treutleri
Espèce
Statut de conservation UICN

 LC  : Préoccupation mineure
Hemidactylus treutleri est une espèce de geckos de la famille des Gekkonidae.

## Répartition
Cette espèce est endémique d'Andhra Pradesh en Inde.

## Description
Hemidactylus treutleri mesure jusqu'à 70,2 mm, queue non comprise.

## Étymologie
Cette espèce est nommée en l'honneur d'Uli Treutler (1951–2006).

## Publication originale
- Mahony, 2009 : A New Species of Gecko of the Genus Hemidactylus (Reptilia: Gekkonidae) from Andhra Pradesh, India. Russian Journal of Herpetology, vol. 16, n. 1, p. 27-34.